# The New Hampshire Gazette
The New Hampshire Gazette (рус. Нью Хэмпшир Газэтт) — старинная газета, которая издаётся в городе Портсмут (Нью-Гэмпшир) (США).
В настоящее время выходит раз в две недели.

## История
Основана под названием Hartford Courant, как еженедельное издание в 1764 году, позиционирует себя как самое старое издание в США.
Издание меняло владельцев десятки раз.